# Parque nacional Yaguas
El parque nacional Yaguas es un área protegida en el Perú. Está ubicada en el distrito de Putumayo en la provincia de Maynas y en los distritos de Pebas, San Pablo y Ramón Castilla en la provincia de Mariscal Ramón Castilla, departamento de Loreto. Cuenta con una extensión de 868 927 ha.
Fue creado como zona reservada mediante Resolución Ministerial n.º 161-2011-MINAM del 26 de julio de 2011. El 10 de enero de 2018, fue otorgado la categorización de parque nacional mediante decreto supremo. El 19 de abril de 2021, se aprobó el primer plan maestro 2021-2025 del parque a través de la Resolución Presidencial n.º 085-2021-SERNANP.

## Flora y fauna
Yaguas es un paraíso para la investigación científica, ya que en los últimos años se han ido descubriendo nuevas especies para la ciencia: ocho de peces de los géneros Ituglanis, Centromochlus, Mastiglanis, Batrochoglanis, Ancistrus, Ammocryptocharax, Characidium y Synbranchus; tres de anfibios, y una de aves en el género Herpsilochmus, aún no descrita.
Además protege y conserva oficialmente especies bajo algún tipo de amenaza como el lobo de río, el oso hormiguero, el mono choro común, el caimán, la tortuga motelo, entre otras.
En cuanto a su flora, también se registran nueve especies nuevas para la ciencia de los géneros Aphelandra (Acanthaceae), Calathea (Marantaceae), Carpotroche (Achariaceae), Mayna (Achariaceae), Cyclanthus (Cyclanthaceae), Pausandra (Euphorbiaceae) y Palmorchis (Orchidaceae); además de poblaciones saludables de especies maderables importantes como tornillo, la marupá, la catahua, la pashaca, la lupuna, entre otras.